# 亨里克·霍恩·阿夫奥明内
亨里克·霍恩·阿夫奥明内（瑞典語：Henric Horn af Åminne，1880年3月12日—1947年12月6日），瑞典男子马术运动员。他曾代表瑞典参加1912年夏季奥林匹克运动会马术比赛，获得团体三日赛金牌。